# Gerhard Schnitger

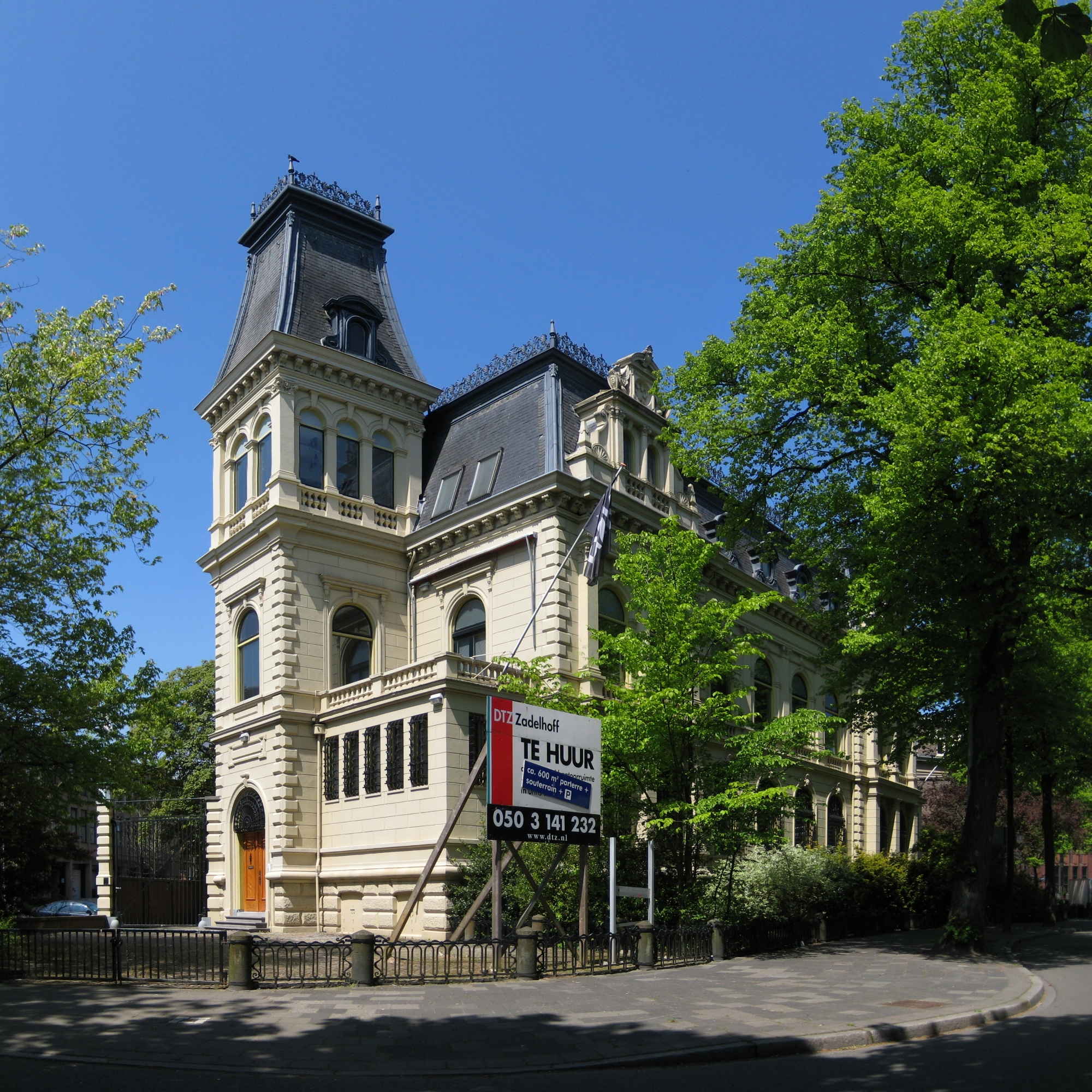
Door Schnitger in opdracht van J.Æ.A. van Panhuys (1837-1907) ontworpen villa (1881) aan het Hereplein in Groningen. In het pand, waarvan de bouwkosten het in die tijd aanzienlijke bedrag van 100.000 gulden beliepen, heeft Van Panhuys amper twee jaar gewoond: nadat hij in 1883 tot Commissaris van de Koningin was benoemd, zag hij zich genoodzaakt naar een ambtswoning elders in de stad te verhuizen. In het gebouw was van 1923 tot 1992 een agentschap van De Nederlandsche Bank gevestigd. (2010)

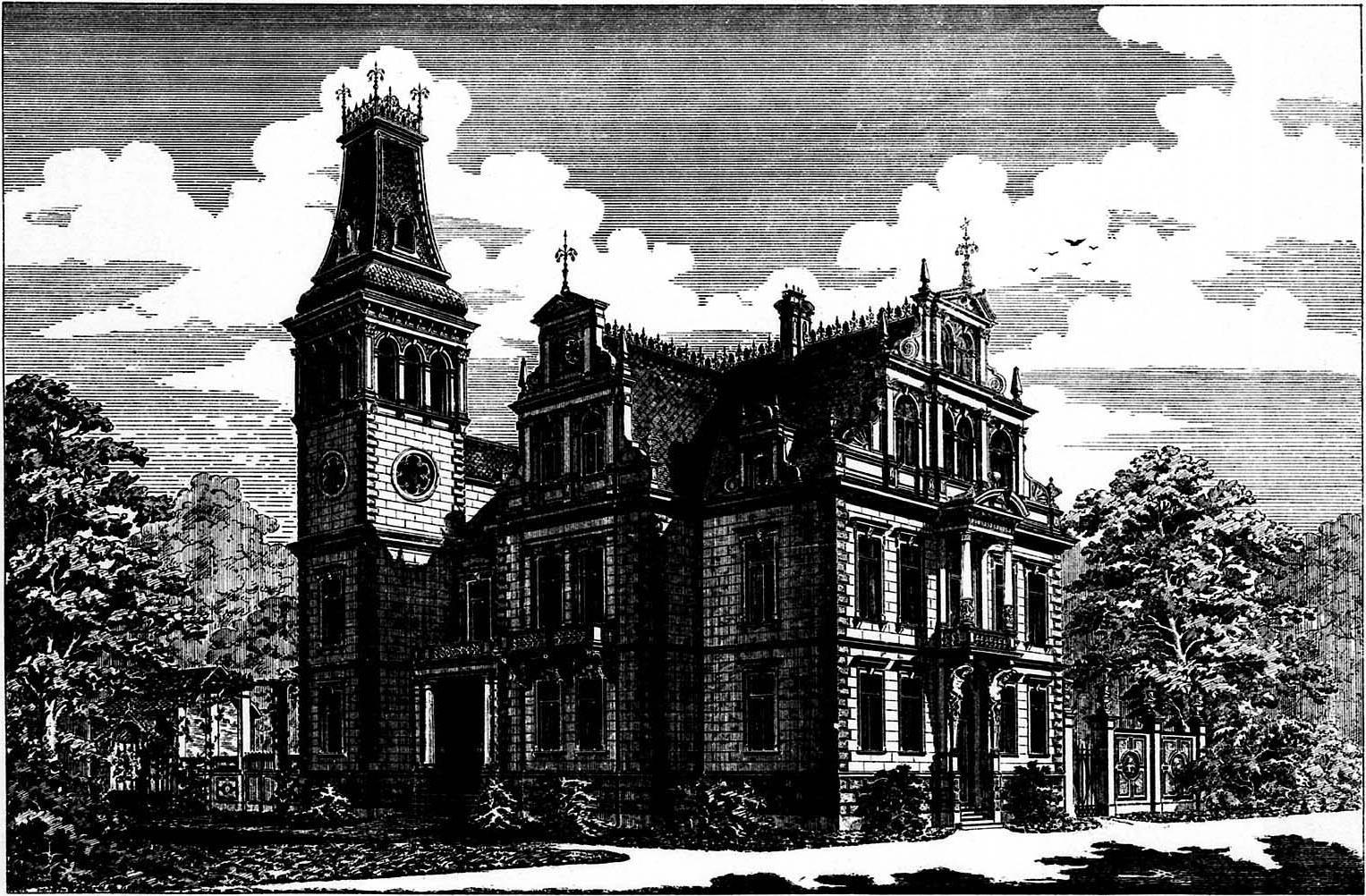
Villa (1881) in Oldenburg, verbouwd naar een ontwerp van Schnitger. (1883)

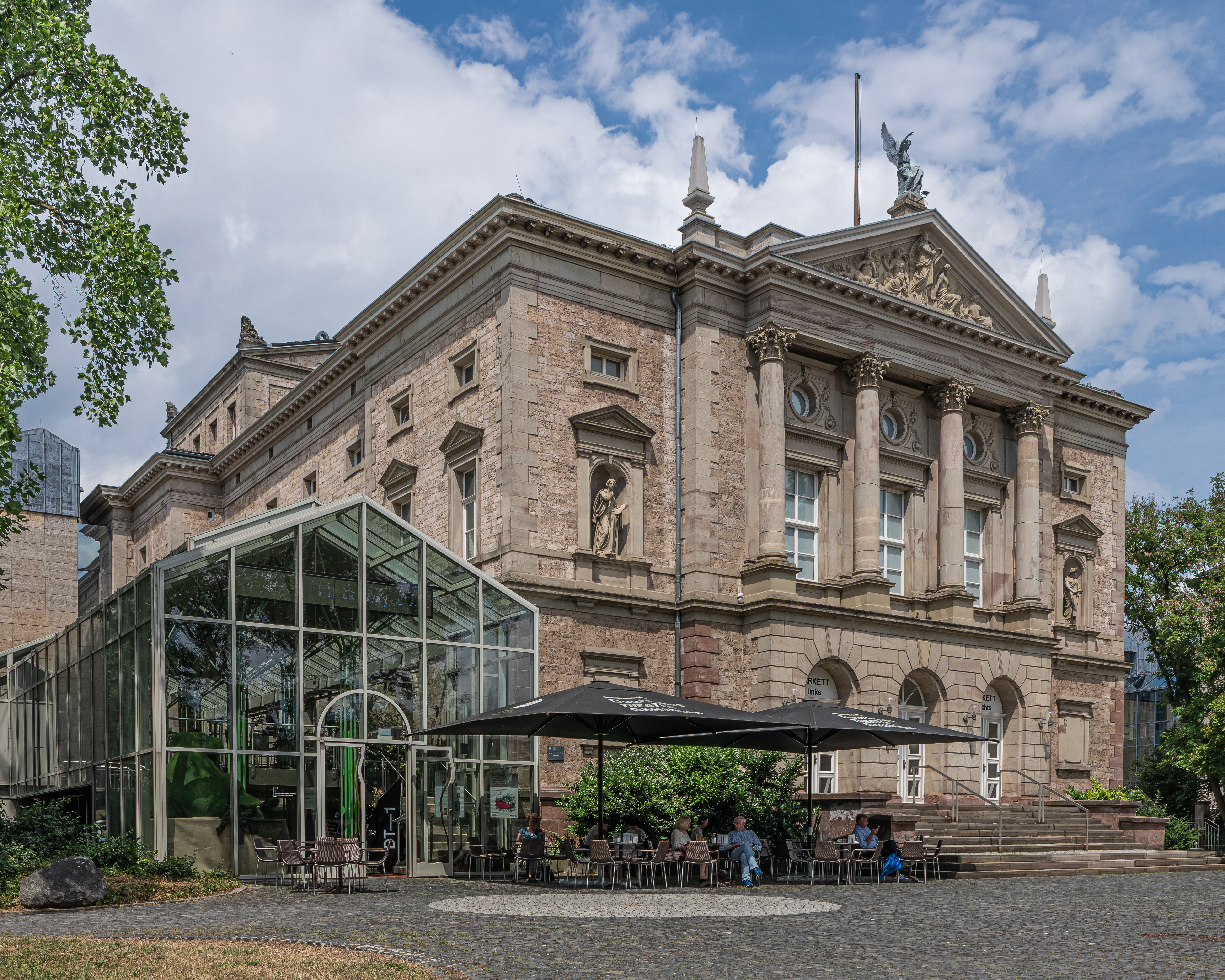
Het Stadttheater (1890) (later: Deutsches Theater) van Göttingen (2022)

Gerhard Schnitger (Eversten, Oldenburg, 3 september 1841 - Berlin-Halensee, 25 februari 1917), in vakliteratuur vaak G. Schnitger genoemd, was een Duitse architect. Hij was Hofbaumeister van Oldenburg. Schnitger was ook in Nederland actief, met name in Groningen, waar hij enkele jaren een bijkantoor had. Drie door hem ontworpen panden in die stad zijn aangewezen als rijksmonument.

## Leven en werk
Schnitger volgde van 1857 tot 1861 een metselaarsopleiding in Eversten. Daarna leerde hij aan de Baugewerkschule in Holzminden voor architect (1861-1862, 1864) en deed hij in dat vak praktijkervaring op bij een bouwbedrijf in Berlijn (1863, 1865). In 1866 kwam hij te werken bij het atelier van de Kieler stadsarchitect G.L. Martens (1818-1882). Twee jaar later vestigde hij zich in Oldenburg als zelfstandig architect. Schnitger kreeg in 1878 de eretitel Hofbaumeister.
Zijn ontwerpen kenmerken zich door hun laat-classicistische karakter, waarbij Schnitger neigde naar historiserend palladianisme. Een aanzienlijk deel van de door hem ontworpen gebouwen bestaat uit grote en onderling sterk in vorm variërende vrijstaande villa's, die weliswaar steeds classicistische basisprincipes als harmonische proporties en monochroom materiaalgebruik gemeen hebben, maar die zich ook daarvan onderscheiden door omvangrijke voorgevels en weelderige details.

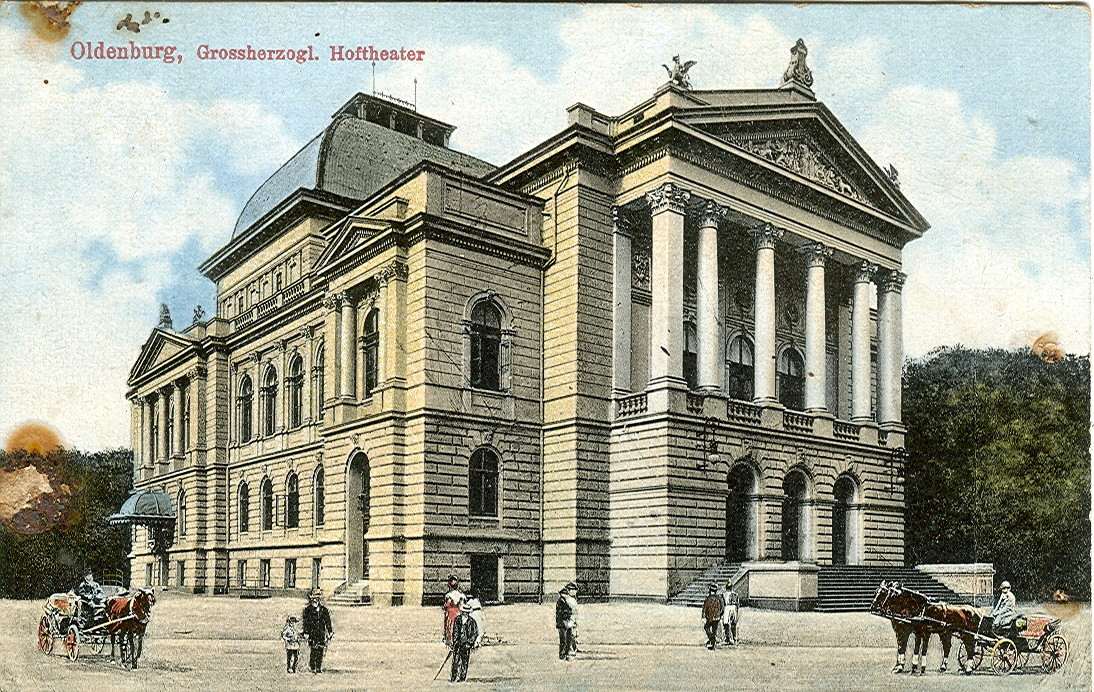
Het (herbouwde) Hoftheater in Oldenburg op een prentbriefkaart (ca. 1914)

Als Schnitgers hoofdwerk geldt zijn in 1881 voltooide Großherzogliches Hoftheater in Oldenburg (dat al in 1891 door brand werd verwoest, maar twee jaar later vrijwel ongewijzigd werd herbouwd). Het pand leverde hem veel naamsbekendheid op, wat ertoe leidde dat hij ook werd gevraagd voor andere theaters. Schnitger kreeg de supervisie over de bouw van de door F.W. van Gendt en H.P. Vogel ontworpen Groninger Stadsschouwburg (1883). In deze stad, waar hij in 1883 en 1884 een bijkantoor hield, was in 1881 door hem al een Frans aandoend paleis gebouwd aan het Hereplein voor burgemeester Johan Æmilius Abraham van Panhuys en een classicistische villa aan de Ubbo Emmiussingel voor bankier Rhijnvis Feith. In 1883 volgde een neomaniëristische villa aan dezelfde Ubbo Emmiussingel voor bankier Carel Coenraad Geertsema en zijn zwager, jurist Willem Jan Quintus.
Daarnaast verwierf Schnitger ook opdrachten voor de verbouwing van het Walhallatheater in Berlin-Mitte (1888, verwoest tijdens de Tweede Wereldoorlog) en de bouw van het Stadttheater (later: Deutsches Theater) van Göttingen (1890). Beide ontwerpen waren grotendeels gebaseerd op dat van zijn Hoftheater in Oldenburg.
In 1890 verhuisde Schnitger naar Berlin-Wilmersdorf. Vanaf die tijd, toen hij mede als gevolg van gestegen bouwprijzen steeds minder opdrachten voor vrijstaande panden kreeg, zou Schnitger voornamelijk nog reeksen aaneengebouwde en elkaar gelijkende herenhuizen ontwerpen in het Dobbenviertel, een wijk van Oldenburg.
Schnitger is op 25 februari 1917 op 75-jarige leeftijd in Berlin-Halensee overleden.

## Werken (selectie)
- 1876-1879: Naturkundemuseum, Oldenburg
- 1879-1881: Villa in Oldenburg[3]
- 1879-1881: Großherzogliches Hoftheater, Oldenburg
- 1881: Villa aan het Hereplein, Groningen[1]
- 1881: Villa aan de Ubbo Emmiussingel, Groningen[4]
- 1883: Dubbel herenhuis (Schnitgerhuis) aan de Ubbo Emmiussingel, Groningen[5]
- 1883: Supervisie over de bouw van de Stadsschouwburg, Groningen[6]
- 1887: Kantoor van de Oldenburger Feuerversicherung, Oldenburg
- 1887-1888: Verbouwing van het Walhallatheater, Berlijn
- 1889-1890: Stadttheater, Göttingen

- Gemeinsame Normdatei: 1035135442
- International Standard Name Identifier: 0000 0004 0826 6225
- Virtual International Authority File: 300751948
- WorldCat: E39PBJrRcphMy6kPrbtj9FMkjC